# Děnis Nižegorodov
Děnis Gennaďjevič Nižegorodov (rusky Денис Геннадьевич Нижегородов; * 26. července 1980, Saransk) je bývalý ruský atlet, jehož specializací byla sportovní chůze.

## Kariéra
V roce 2004 si došel na letních olympijských hrách v Athénách v čase 3.42:50 pro stříbrnou medaili v chůzi na 50 km. Třetí olympijské zlato v řadě získal Polák Robert Korzeniowski, který byl o více než čtyři minuty rychlejší. O čtyři roky později na olympiádě v Pekingu vybojoval časem 3.40:14 bronz. Stříbro bral Jared Tallent z Austrálie a zlato Ital Alex Schwazer.
Mezi jeho úspěchy patří také 5. místo na Mistrovství světa v atletice 2003 v Paříži a 4. místo na světovém šampionátu v Ósace v roce 2007. Na Mistrovství světa v atletice 2009 v Berlíně závod nedokončil. Medaili na světovém šampionátu tak vybojoval až v roce 2011 na MS v jihokorejském Tegu, kde si v čase 3.42:45 došel pro stříbrnou medaili v chůzi na 50 km. Rychlejším byl jen jeho krajan Sergej Bakulin, který trasu zdolal za 3.41:24.

## Světový rekord
11. května 2008 v Čeboksarech vylepšil hodnotu světového rekordu v chůzi na 50 km, když trať zvládl v čase 3.34:14. Světový rekord vytvořil již 13. června 2004, kdy na stejné trati dosáhl výkonu 3.35:29. Mezinárodní atletická federace IAAF však jeho čas za světový rekord neuznala, kvůli neprovedené dopingové zkoušce.